# 電征
電征（でんせい）は、架空戦記『紺碧の艦隊』に登場する架空の艦上戦闘機。

## 特徴
前世同様、開戦劈頭に活躍した零戦の後継機として開発された。前世大型試作戦『烈風』の生まれ変わりである。零戦と比べると防弾性能、座席の広さ、上昇力など総じて優れている（代わりに初期型では旋回性能を犠牲にしている）。
後世の技術進歩の加速によりターボプロップエンジンを採用しており、性能は極めて高い（ただしコミック版では、ターボプロップエンジンへの換装はIV型以降と設定されている）。
高空性能では迎撃機として設計された蒼萊には劣り、これが弱点である。ただし原理的にはレシプロ機である蒼莱よりもターボプロップの電征のほうが高空性能は優れているはずであり、設定上の矛盾となっている。
初登場は照和17年の天元作戦で、後世第二次世界大戦・続けての第三次世界大戦を通じてジェット機が登場後も日本海軍の主力艦上戦闘機として活躍した。また同盟国であるイギリスにも無償供与（レンドリース）されている。

## 機体諸元
電征I型
- 全幅:11.24m
- 全長:10.22m
- 自重:2930kg
- 最高時速:670km/h
- 航続距離:1670km
- プロペラ:2重反転式8枚ペラ
- 固定武装:30mm機関砲×2（主翼装備）
- 乗員:1名

電征IV型
- 全幅:11.24m
- 全長:11.20m
- 総重量:4960kg
- 最高時速:750km/h
  - 30mm機関砲×2（主翼装備）
  - 20mm機関砲×2（エンジン上）

電征VI型
- 全幅:11.24m
- 全長:11.20m
- 総重量:4960kg
- 航続距離:1540km
- 最高時速:750km/h
- 固定武装
  - 30mm機関砲×2（主翼装備）
  - 20mm機関砲×2（エンジン上）
- 主機:ターボフロップ

電征X型
- 続編の『新・紺碧の艦隊』で登場。前翼（カナード）機であり、高い運動性を持つ。
- 全幅:11.24m
- 全長:11.20m
- 総重量:4940kg
- 航続距離:1540km
- 最高時速:740km/h
- 固定武装
  - 30mm機関砲×2（主翼装備）
  - 20mm機関砲×2（エンジン上）
- 主機:ターボフロップ

また原作では翼内搭載機銃によって『ア・イ・ウ』の3種に分けられている
- ア式:30mm機関砲
- イ式:12.7mm機銃（6基）
- ウ式:20mm機関砲（2基）

## OVAでの電征
第4巻から登場。劇中では以下の3タイプに分かれる。なお、以下の設定はDVD6巻のコラムで明らかにされている。

### I 型
初期型で後世中島飛行機が機体設計を担当し、エンジンは泰山航空工業が『誉』を前世より高精度の技術で製作、量産化したものを使用している。プロペラも2重反転プロペラではあるが、6枚になっている。外観は前世の紫電改に近い。
諸元
全幅:11.24m
全長:10.22m
全高:3.39m
主翼面積:21.00m2
自重:2930kg
全備重量:3872kg
機関出力:1916hp
最高速度:670km/h(6500m)
実用上昇限度:12800m
航続距離:1670km
武装
12.7mm機関銃×2(胴体)
30mm機関砲×2(主翼)
30kg爆弾×2または250kg爆弾×1

### II 型
クリスマス島攻略戦から登場。戦闘爆撃機の要素が強くなっている。英印軍にレンドリースされたのはこの機体。
諸元
全幅:11.24m
全長:10.22m
全高:3.39m
主翼面積:21.00
自重:3120kg
全備重量:4130kg
機関出力:1916hp
最高速度:675km/h(6500m)
実用上昇限度:12800m
航続距離:1505km
武装
20mm機関砲×4または30mm機関砲×2
30～250kg爆弾×2または噴進弾×6

### III 型
印度戦線後半で登場。エンジンをターボフロップに換装し主翼が逆ガル翼になっている。劇中では爆弾の他、対地噴進弾で独軍地上部隊を攻撃していた。
以後は劇中に登場しないが後世1970年代まで現役で活躍し、退役後はリノ・エアレースでの人気機種になっている。
諸元
全幅:12.50m
全長:11.25m
全高:3.76m
主翼面積:23.50
自重:3470kg
全備重量:4782kg
機関出力:2850ehp
最高速度:745km/h(4500m)
実用上昇限度:14800m
航続距離:1100km
武装
20mm機関砲×4または30mm機関砲×4
250kg爆弾×6または噴進弾×12

## 電征64型
電征64型は架空戦記『旭日の艦隊』に登場する艦上戦闘機である。ただし、上記の電征がレシプロ戦闘機なのに対しこの機体は双発ジェット戦闘機である。形状は、試作機であった米マクドネル社の『XF-88ヴードゥー』の、初期設計形状に酷似している。機首がユニット化されており、短時間で機銃の換装が可能である。その場合、搭載する機銃によって甲・乙・丙の三型に分けられる、ト式射撃管制器に連動している。
なお同型は原作のみで、コミック・OVAでは登場しなかった。

### 諸元
機体
- 全長:10.13m
- 全幅:8.86m
- 全備重量:5520kg
- 発動機:火流改-22ジェットエンジン×2基(推力1,820kg)
- 最高時速:1012km/h

武装
- 甲型:20mmガトリング砲（橿55）×2
- 乙型:30mm機関砲×4
- 丙型:20mm機関砲×4
- 爆弾及び噴進弾搭載量:800kg（共通）